# La blanca y la negra
La blanca y la negra  (La Blanche et la Noire) es un cuadro del pintor franco-suizo Félix Vallotton, creado en 1913. La pintura está basada en la Olympia de Manet y la Odalisca con esclava de Ingres. El cuadro forma parte de las colecciones de la fundación Hahnloser, en la Villa Flora de Winterthur, Suiza.

## Descripción
En una composición que evoca a Ingres, la escena es ambigua, tanto puede representar una relación de dominio entre una dama blanca dormida y su sirvienta negra que vigila su sueño, como los amores sáficos de una sílfide y una apasionada mujer negra.  A diferencia de sus predecesores, Vallotton se deshace de cualquier referencia exótica para mostrar un desnudo en posición pasiva que contrasta con la mujer negra que la mira sentada mientras fuma un cigarrillo.  Aquí hay una inversión entre el papel de sirvienta y el de ama presente en las obras inspiradoras, ya que aquí es la mujer de piel oscura quien es el personaje fuerte de la composición.  No se encuentra en ningún estado de servidumbre, en comparación con la esclava ingresca y la sirvienta manetiana, y se supone que Vallotton percibió el fin inminente de la era del imperialismo europeo y el comienzo de la lucha africana por la independencia. 
Como en el resto de sus obras, Vallotton se abstiene de cualquier intento de sugestión. Sus desnudos no tienen una belleza seductora y si la mujer acostada evoca la Olympia de Manet, no tiene ninguna expresión provocativa.   La mujer negra, envuelta en una tela azul, aparece con un cigarrillo en la boca y con una actitud que podría ser la de un hombre, contempla a la pelirroja que duerme en la cama deshecha, tal vez su amante, en su relajada desnudez.  
El lienzo fue expuesto en 2013 en la exposición Le feu sous la glace, dedicada a Félix Vallotton, en el Grand Palais de París. 